# Estero Colpas
El río Colpas o estero Colpas es un curso natural de agua que nace en Chile en la divisoria de aguas que separa su cuenca de la laguna Blanca y continua su trayecto cruzando la frontera hacia Bolivia para desembocar en la ribera sur del río Uchusuma. Su cuenca es utilizada en buena parte por el Ferrocarril Arica-La Paz.: 88 

## Trayecto

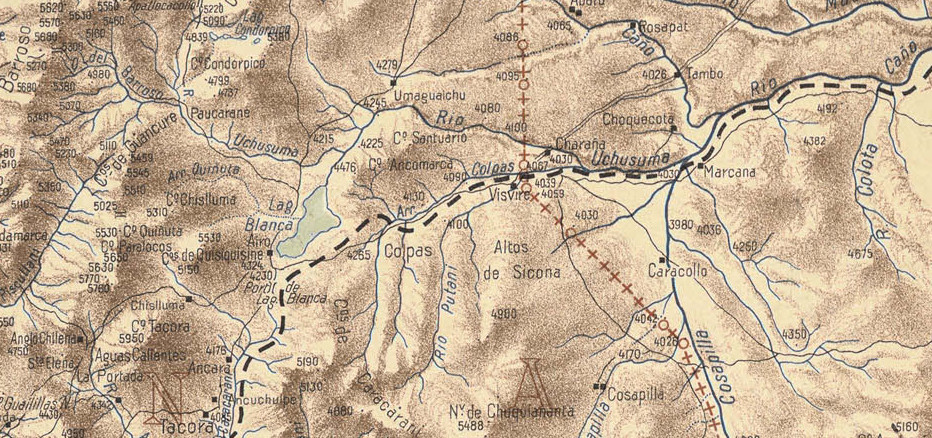
Cuenca del río Uchusuma en un mapa de Luis Risopatrón de 1910, previo al Tratado de límites de 1929. Ver mapa completo.

## Historia
Luis Risopatrón lo describe en su Diccionario jeográfico de Chile con:
Colpas (Arroyo), De corto caudal, nace en las faldas N de los cerros de Caracarani, corre hacia el NE i afluye a la márgen S del río Uchusuma, después de cruzar la línea de límites con Bolivia; en el borde N de su unión con el río Putani, cerca de Visviri, se erijió una pirámide divisoria en 1906, a 4067 m de altitud.